# 朝阳芨芨草
朝阳芨芨草（学名：Achnatherum nakaii），为禾本科芨芨草属下的一个植物种。